# Paraphidnia lankesteri
Paraphidnia lankesteri is een rechtvleugelig insect uit de familie sabelsprinkhanen (Tettigoniidae). De wetenschappelijke naam van deze soort is voor het eerst geldig gepubliceerd in 1918 door Rehn.